# 石崎駿
石崎 駿（いしざき しゅん、1983年9月28日 - ）は、地方競馬の船橋競馬場所属の調教師、元騎手である。船橋競馬所属の元騎手である石崎隆之は実父。

## 来歴
1983年9月28日、石崎隆之の長男として誕生する。
1999年4月、JRA競馬学校騎手課程に第18期生として入学する。同期入学には五十嵐雄祐、田辺裕信らがいる。しかし入学間もない4月16日付で退学。公式に発表されている退学の理由は「内臓疾患による体調不良」で、身長が急激に伸びたため減量が厳しくなり大腸炎を発症したためとされる。ただし、この際、駿を迎え行った父隆之は「騎手の道は中央だけじゃないですから」と言ったといい、これも1つのきっかけとなって駿の退学の真相については様々な憶測を呼ぶことになった。
その後は治療に専念、快復後は中央競馬を断念し、地方競馬に進路先を変更。地元船橋競馬場の佐藤賢二厩舎に所属し、調教担当兼務の厩務員（調教厩務員）として騎手見習の修業をしていた。
2001年5月24日に地方競馬騎手免許を取得。同年6月27日第4回船橋競馬1日目第4競走C3八組条件戦マルコージュノーで初騎乗（10頭立て4番人気6着）。
同年7月2日第4回船橋競馬4日目第6競走3歳条件戦（84万円以上137万円以下）をナイススターワンで優勝（12頭立て2番人気）し、初勝利。
2002年10月15日第17回全日本新人王争覇戦出場（12人中3位）。同年NARグランプリ優秀新人騎手賞受賞。
2003年地方競馬通算100勝達成。同年10月11日第3回東京競馬1日目第9競走サフラン賞（2歳500万下）でベルモントレベッカに騎乗（13頭立て11番人気12着）のため遠征し、同日第1競走2歳未勝利戦でミヤギエスパルに騎乗し、中央競馬初騎乗（12頭立て9番人気10着）。
2005年4月6日第2回大井競馬3日目第10競走第11回マイルグランプリをナイキアディライトで逃げ切り優勝（13頭立て2番人気）し、重賞初制覇。
2007年11月6日第10回川崎競馬2日目第9競走錦秋特別（B1二組B2一組）をザママーベラスで優勝（12頭立て5番人気）し、地方競馬通算500勝達成。
2009年2月2日第11回船橋競馬1日目第4競走C3四組条件戦をバレンボイムで優勝（10頭立て1番人気）し、6597戦目で地方競馬通算600勝達成。
2010年10月9日第11回大井競馬6日目第3競走C3一組二組条件戦でマクロバイパーに騎乗予定であったが体重調整に失敗、公正保持のため騎手変更がなされた。これにより実効2日間の騎乗停止処分となった。同年12月28日第16回大井競馬2日目第9競走L-WING賞（A3二組B1一組）でクラフィンライデンに騎乗予定であったが、公正保持のため川島正太郎に騎乗変更された。なお、これによる騎乗停止処分等は発生していない。
2013年12月3日船橋競馬第10競走総の国オープンをエミーズパラダイスで勝利し、地方競馬通算1000勝を達成した。
2020年5月1日佐藤賢二調教師の死去に伴い、暫定的に米谷康秀厩舎へ所属変更となった。その後、6月1日より千葉県騎手会所属となった。
2023年12月より岡林光浩厩舎所属となる。
2025年3月18日、令和6年度第3回調教師免許試験に合格したことがNARより発表された。同年3月31日付で騎手を引退、同年4月1日付で調教師免許が発効され、調教師に転身。4月4日、船橋競馬場のウィナーズサークルで騎手としての引退式が行われた。

## 主な騎乗馬
- テンセイフジ（2005年関東オークス、東京プリンセス賞）
- ナイキアディライト（2005年マイルグランプリ）
- グッドストーン（2005年平和賞）
- トップサバトン（2007年羽田盃）
- ベルモントノーヴァ（2007年トゥインクルレディー賞、しらさぎ賞、東京シンデレラマイル）
- ベルモントサンダー（2007年アフター5スター賞、2008年スパーキングサマーカップ）
- セレン（2010年東京記念）
- ヤサカファイン（2010年アフター5スター賞）
- ヴァインバッハ（2010年平和賞）
- セルサス（2010年ハイセイコー記念）
- マグニフィカ（2010年東京湾カップ）
- ハルサンサン
- ベルモントルパン（2011年スパーキングサマーカップ）
- カキツバタロイヤル（2011年サンタアニタトロフィー、2012年川崎マイラーズ）
- スターシップ（2012年報知オールスターカップ、2013年報知グランプリカップ）
- ジェネラルグラント（2013年京浜盃、ダービーグランプリ、2014年フジノウェーブ記念）
- トラバージョ（2013年黒潮盃、戸塚記念）
- サミットストーン（2014年大井記念、浦和記念）
- ノットオーソリティ（2014年ユングフラウ賞）
- ストゥディウム（2014年平和賞、ハイセイコー記念、2015年羽田盃、ダービーグランプリ）
- クラトイトイトイ（2016年若草賞、東海クイーンカップ）
- レガルスイ（2016年京成盃グランドマイラーズ）
- スターインパルス（2017年桜花賞【浦和】）
- キングガンズラング（2018年京成盃グランドマイラーズ）
- サクセッサー（2019年東京湾カップ）
- サベージ（2023年京浜盃）

出典:

## エピソード
- 厩務員時代は南関東三冠馬トーシンブリザードの調教を担当していた。
- ゴドルフィンに憧れを抱いていた石崎はデビューに当たって勝負服の柄をゴドルフィンと同じ青一色で登録申請したものの、同時期に新潟県競馬から川崎競馬に移籍してきた酒井忍と柄が全く同じだったため、先に申請した酒井の服色登録が認められて石崎の登録が却下された。しかし石崎は青の勝負服を着ることが諦められず、右白襷を入れることにしたという。